# Alya Sometimes Hides Her Feelings in Russian
Alya Sometimes Hides Her Feelings in Russian (時々ボソッとロシア語でデレる隣のアーリャさん, Tokidoki bosotto roshiago de dereru tonari no Ārya-san), abrégé en Roshidere (ロシデレ) est une série japonaise de light novels écrite par SunSunSun et illustrée par Momoco. Elle est initialement publiée en ligne sous la forme de deux histoires courtes postées sur le site Shōsetsuka ni narō les 6 et 27 mai 2020 respectivement. Ses droits sont ensuite acquis par Kadokawa Shoten, qui publie dix volumes et deux volumes d'histoires courtes à partir de février 2021 sous le label Kadokawa Sneaker Bunko. Une adaptation en manga dessinée par Saho Tenamachi est prépubliée en ligne sur le site Magazine Pocket de Kōdansha depuis octobre 2022. Une adaptation en série d'animation est sortie le 3 juillet 2024 et se terminant le 18 septembre 2024. Une deuxième saison est annoncée

## Synopsis
Alisa Mikhailovna Kujô, qui fréquente une école privée, Seirei Gakuen, est une lycéenne d'origine russe et japonaise aux cheveux argentés si belle que tout le monde se retourne à son passage. Le personnage principal, Masachika Kuze, voisin de classe d'Alisa, est un étudiant démotivé qui ne fait que dormir à l'école, et elle se plaint régulièrement de lui. Pour une raison inconnue, Alisa parle parfois en russe. Cependant, Alisa ignore que Masachika comprend le russe à la perfection.

## Personnages
Masachika Kuze (久世 政近, Kuze Masachika)
Voix japonaise : Kōhei Amasaki,, Voix française : Arnaud Laurent
Masachika est le personnage principal masculin de la série. Il occupe une position enviée par de nombreux garçons : le bureau à côté d'Alisa. Il est maladroit et distrait mais il est très altruiste.  Masachika comprend le russe grâce à son grand-père paternel, qui est un grand amoureux de la Russie. Il est également le frère aîné de Yuki.
Alisa Mikhailovna Kujô (アリサ・ミハイロヴナ・九条, Arisa Mihairovuna Kujō)
Voix japonaise : Sumire Uesaka,, Voix française : Zina Khakhoulia
Alisa est la principale protagoniste féminine de la série. Elle est une fille très talentueuse et populaire mais qui est très têtue et a du mal à s'ouvrir aux autres. Son surnom est Alya (アーリャ, Ārya). Elle est la sœur cadette de Maria.
Yuki Suô (周防 有希, Suō Yuki)
Voix japonaise : Wakana Maruoka,, Voix française : Anna Lauzeray Gishi
Yuki est une élève de la même année que les protagonistes, qui a occupé le poste des relations publiques du conseil étudiant. Elle est la fille aînée de la maison Suô, une ancienne famille noble qui a assumé le rôle de diplomate pendant des générations. Elle est la sœur cadette de Masachika.
Maria Mikhailovna Kujô (マリヤ・ミハイロヴナ・九条, Mariya Mihairovuna Kujō)
Voix japonaise : Yukiyo Fujii,, Voix française : Lauryanne Philippe
Maria est la secrétaire du conseil étudiant. Son surnom est Masha (マーシャ, Māsha ?). Elle est la sœur aînée d'Alisa.

## Production et supports

### Roman en ligne
Avant la publication du light novel, deux histoires courtes sont publiées par SunSunSun sur Shōsetsuka ni narō les 6 et 27 mai 2020. Cependant, les histoires et les personnages de cette version sont totalement différents de ceux du light novel.

### Light novel
La série de light novels est écrite par SunSunSun et illustrée par Momoco. En juin 2020, SunSunSun reçoit une invitation de Kadokawa Sneaker Bunko pour savoir si le label peut publier l'œuvre. Le 22 décembre 2020, il est annoncé que les histoires courtes vont être adaptées en série littéraire et être publiées par Kadokawa Shoten sous le label Kadokawa Sneaker Bunko. Le titre de la série reprend celui de l'une des deux histoires. Le premier volume du light novel est publié le 27 février 2021.
En France, le light novel est édité chez Vega Dupuis depuis mai 2025. 

#### Liste des volumes
| no  | Japonais           | Japonais          | Français       | Français          |
| no  | Date de sortie     | ISBN              | Date de sortie | ISBN              |
| --- | ------------------ | ----------------- | -------------- | ----------------- |
| 1   | 27 février 2021    | 978-4-04-111118-5 | 9 mai 2025     | 978-2-37-950882-0 |
| 2   | 30 juillet 2021    | 978-4-04-111119-2 | 22 août 2025   | 978-2-37-950883-7 |
| 3   | 1er décembre 2021  | 978-4-04-111955-6 |                |                   |
| 4   | 1er avril 2022     | 978-4-04-111956-3 |                |                   |
| 4,5 | 29 juillet 2022    | 978-4-04-112780-3 |                |                   |
| 5   | 1er décembre 2022  | 978-4-04-112781-0 |                |                   |
| 6   | 1er avril 2023     | 978-4-04-113544-0 |                |                   |
| 7   | 1er septembre 2023 | 978-4-04-113544-0 |                |                   |
| 8   | 1er février 2024   | 978-4-04-114592-0 |                |                   |
| 9   | 30 août 2024       | 978-4-04-114831-0 |                |                   |
| BTS | 29 novembre 2024   | 978-4-04-115742-8 |                |                   |
| 10  | 1er juillet 2025   | 978-4-04-116155-5 |                |                   |

### Manga
Une adaptation en manga dessinée par Saho Tenamachi est prépubliée sur le site Web et l'application Magazine Pocket de Kōdansha depuis le 29 octobre 2022,. Le premier volume tankōbon sort le 9 mars 2023.
En France, le manga est édité chez Vega Dupuis et les deux premiers tomes sont publiés en juin 2025. 

#### Liste des volumes
| no | Japonais        | Japonais          | Français       | Français          |
| no | Date de sortie  | ISBN              | Date de sortie | ISBN              |
| -- | --------------- | ----------------- | -------------- | ----------------- |
| 1  | 9 mars 2023     | 978-4-06-531091-5 | 27 juin 2025   | 978-2-37-950805-9 |
| 2  | 8 juin 2023     | 978-4-06-531880-5 | 27 juin 2025   | 978-2-37-950806-6 |
| 3  | 9 novembre 2023 | 978-4-06-533550-5 | 29 août 2025   | 978-2-37-950807-3 |
| 4  | 9 avril 2024    | 978-4-06-535169-7 |                |                   |
| 5  | 7 août 2024     | 978-4-06-536510-6 |                |                   |
| 6  | 8 janvier 2025  | 978-4-06-538068-0 |                |                   |
| 7  | 9 juin 2025     | 978-4-06-539753-4 |                |                   |

### Anime
Une adaptation en série d'animation produite par le studio Doga Kobo est annoncée le 17 mars 2023. Le premier épisode sort officiellement le 3 juillet 2024 et le dernier épisode sort le 18 septembre 2024. Une deuxième saison est annoncée après la sortie du dernier épisode. 

Le générique d'ouverture est interprété par Sumire Uesaka en tant qu'Alya, intitulé 1-Ban Kagayaku Hoshi (1番輝く星). Le générique de fin diffère à chaque épisode, ce sont des reprises (sauf celui de l'épisode 12) qui sont toujours interprétés par Sumire Uesaka en tant qu'Alya. 
| No | Titre français                     | Titre japonais               | Titre japonais                   | Date de 1re diffusion |
| No | Titre français                     | Kanji                        | Rōmaji                           | Date de 1re diffusion |
| --- | ---------------------------------- | ---------------------------- | -------------------------------- | --------------------- |
| 1 | Alya Hides Her Feelings in Russian | ロシア語でデレるアーリャさん | Russia-go de Dereru Alya-san     | 3 juillet 2024        |
| Générique de fin : Gakuen Tengoku (学園天国) [reprise de la chanson du groupe Finger 5 sortie en 1974]                                                |                                    |                              |                                  |                       |
| 2 | Amis d'enfance ?                   | 幼馴染とは?                  | Osananajimi to wa?               | 10 juillet 2024       |
| Générique de fin : Kawaikute Gomen (可愛くてごめん) [reprise de la chanson du groupe HoneyWorks sortie en 2022]                                       |                                    |                              |                                  |                       |
| 3 | Ainsi, nous nous sommes rencontrés | そして二人は出会った         | Soshite Futari wa Deatta         | 17 juillet 2024       |
| Générique de fin : Omoide go Ippai (想い出がいっぱい) [reprise de la chanson de H2O sortie en 1983]                                                   |                                    |                              |                                  |                       |
| 4 | Fuite de pensées                   | 溢れ出す想い                 | Afuredasu Omoi                   | 24 juillet 2024       |
| Générique de fin : Hare Hare Yukai (ハレ晴レユカイ) [reprise du premier générique de fin de la série La Mélancolie de Haruhi Suzumiya sortie en 2006] |                                    |                              |                                  |                       |
| 5 | Chacun sa décision                 | それぞれの決意               | Sorezore no Ketsui               | 31 juillet 2024       |
| Générique de fin : Chiisana Koi no Uta (小さな恋のうた) [reprise de la chanson du groupe Mongol800 sortie en 2001]                                    |                                    |                              |                                  |                       |
| 6 | Le fameux baiser indirect          | いわゆるひとつの間接キス     | Iwayuru Hitotsu no Kansetsu Kisu | 7 août 2024           |
| Générique de fin : Himitsu no Kotoba (秘密の言葉) [reprise de la chanson de KAF sortie en 2023]                                                       |                                    |                              |                                  |                       |
| 7 | L'orage du désespoir               | 嵐、来たる                   | Arashi, Kitaru                   | 14 août 2024          |
| Générique de fin : Love Story wa Totsuzen ni (ラブ・ストーリーは突然に) [reprise de la chanson du chanteur Kazumasa Oda sortie en 1991]               |                                    |                              |                                  |                       |
| 8 | Le congrès des élèves              | 学生議会                     | Gakusei Gikai                    | 21 août 2024          |
| Générique de fin : CHE.R.RY [reprise de la chanson de la chanteuse Yui sortie en 2007]                                                                |                                    |                              |                                  |                       |
| 9 | Hypnose post-comédie romantique    | ラブコメのち催眠術           | Rabukome nochi Saiminjutsu       | 28 août 2024          |
| Générique de fin : World Is Mine (ワールドイズマイン) [reprise de la chanson du groupe Supercell sortie en 2009]                                      |                                    |                              |                                  |                       |
| 10 | Fête d'anniversaire tardive        | 遅ればせながら, 誕生会       | Okurebase Nagara, Tanjoukai      | 4 septembre 2024      |
| Générique de fin : Koi no Uta (こいのうた) [reprise de la chanson du groupe GO!GO!7188 sortie en 2000]                                                |                                    |                              |                                  |                       |
| 11 | Accrochage imprévu tardif          | 予期せぬ前哨戦               | Yoki Senu Zenshō-sen             | 11 septembre 2024     |
| Générique de fin : Kimagure Romantic (気まぐれロマンティック) [reprise de la chanson du groupe Ikimono Gakari sortie en 2008]                         |                                    |                              |                                  |                       |
| 12 | Allons de l'avant                  | 前を向いて                   | Mae o Muite                      | 18 septembre 2024     |
| Générique de fin : Hanamoyoi (ハナモヨイ) [chanson originale]                                                                                         |                                    |                              |                                  |                       |

### Autres
Un modèle VTuber d'Alya fait ses débuts en juillet 2021 pour promouvoir la sortie du deuxième volume du light novel.

## Accueil
Tokidoki bosotto roshiago de dereru tonari no Ārya-san se classe 9e dans l'édition 2022 du guide annuel des light novels de Takarajimasha Kono light novel ga sugoi! dans la catégorie bunkobon, et 5e au classement général parmi les autres nouvelles séries de cette année. l'œuvre se classe également 5e dans la catégorie bunkobon de l'édition 2023.
Aux Next Light Novel Awards 2021, la série se classée 1re dans la catégorie « Choix des bibliothécaires ». Elle se classe également 2e dans la catégorie « Publication Web » et 9e dans la catégorie globale.
En avril 2022, la série compte 500 000 exemplaires en circulation.